# Nötmyran
Nötmyran este o arie protejată (arie specială de conservare — SAC, sit de importanță comunitară — SCI, arie de protecție specială avifaunistică — SPA) din Suedia întinsă pe o suprafață de 394,6 ha, integral pe uscat.

## Localizare
Centrul sitului Nötmyran este situat la coordonatele 59°56′57″N 16°18′36″E / 59.9492°N 16.3101°E.

## Înființare
Situl Nötmyran a fost declarat arie de protecție specială avifaunistică în decembrie 1996 pentru a proteja 9 specii de animale. Alte tipuri de protecție:
- sit de importanță comunitară (în ianuarie 1997)
- arie specială de conservare (în martie 2011)[1][3][4]

## Biodiversitate
Situată în ecoregiunea boreală, aria protejată conține 3 habitate naturale: Pășuni din zone de pădure fino-scandinave, Pajiști cu Molinia pe soluri calcaroase, turboase sau argilos-nămoloase (Molinion caeruleae), Cursuri de apă de la nivel de câmpie la nivel montan, cu vegetație Ranunculion fluitantis și Callitricho-Batrachion.
La baza desemnării sitului se află mai multe specii protejate de  păsări (9): cristeiul de câmp (Crex crex), lebădă de iarnă (Cygnus cygnus), presură de grădină (Emberiza hortulana), Gallinago media, cocor (Grus grus), culic mare (Numenius arquata), bătăuș (Philomachus pugnax), ploier auriu (Pluvialis apricaria), fluierar de mlaștină (Tringa glareola).